# プルトニウムガリウム合金
プルトニウムガリウム合金 (Pu–Ga合金) はプルトニウムとガリウムの合金で、核兵器において核分裂反応の起点となるピットの素材として使われる。マンハッタン計画において開発された。

## 概要
金属プルトニウムはさまざまな同素体を持つが、その中でδ相は密度が最も低く加工性も良好である。δ相は常圧では310 - 452 ℃で現れ、それより低温では熱力学的に不安定であるが、他の金属元素を少量加えて合金にすると安定させることができる。その中でも優れた特性を持つのがモル濃度3.0 - 3.5%（重量パーセント濃度では0.8 - 1.0%）のガリウムを添加したPu-Ga合金である。
Pu-Ga合金は実用上 大きな利点がある。
- 熱力学的安定性が向上する ・・・ δ相が －75 ℃から 475 ℃の範囲でほぼ安定になる
- 熱膨張係数が小さい ・・・ 加工時の熱変形や温度による歪みが少ない
- 腐食に対する感受性が小さい ・・・ 腐食速度が純プルトニウムの4%程度になる
- 固体の方が低密度のため、鋳造性がよい ・・・ 固化の際に膨張するため気泡や鬆(す)が入りにくい

## 核兵器での利用
初期の核兵器では、δ相のPu-Ga合金をいったん管状に成形し、その後、約 400 ℃で熱間圧接してピットを製造していた。
現在ではピットは鋳造されており、臨界前核実験により性能は製法によらず同等であることが示されている。Pu-Ga合金では冷却時にε相からδ相への転移しか起こらないため、純プルトニウムを鋳造するのに比べ問題が起きにくい。
それでもδ相Pu-Ga合金は熱力学的に完全に安定なわけではなく、経時変化の懸念がある。
これは各相の密度が大きく異なるため、体積変化が問題になるからである。特に115 ℃以下ではプルトニウムがδ相からα相に転移して体積が縮むため、これに伴って機械的損傷や構造が破壊されたり対称性が失われたりすることは極めて重大な問題となる。
なお、ガリウムのモル濃度が4%以下の場合は圧力による相転移は不可逆的になる。
一方で相転移による体積変化は核兵器を起爆させる際には便利である。核分裂反応が始まり、Pu-Ga合金がδ相からα相に転移すると体積が25%縮み、臨界に達しやすくなるからである。

## ガリウム添加の効果
α相プルトニウムは原子同士の結合長が異なるため結晶構造の対称性が低く、金属というよりもセラミックのように振る舞う。ガリウムを添加することで結合長が均等に近づくため、δ相の安定性が高まる。これは、α相の原子間結合には5f軌道の電子が関与しているが、温度を上昇させたり、結晶格子中に5f軌道の電子と結合する適切な原子を導入することで関与を弱めることができるためである。さらに、このことで溶融状態の方が固体より高密度となる（すなわち固化の際に膨張する）ため、鋳造の際に気泡や鬆（す）が入りにくくなる。
一方、ガリウムはプルトニウムと分離する傾向があり、ガリウムが多い中心部と少ない周辺部に分かれる「コアリング (coring)」という現象が起こる。結晶格子を安定化させてコアリングを防ぐため、δ相–ε相間の転移温度よりわずかに低い温度で焼なましを行うことで、ガリウムを拡散させ均質な構造とすることができる。均質化に要する時間は合金の結晶粒径が大きいほど長くなり、温度を高くするほど短くなる。こうして安定化させたPu-Ga合金の結晶構造は、面心立方格子においてプルトニウム原子がガリウム原子で置き換えられている以外はδ相のプルトニウムとまったく同じになっている。
また、ガリウムが含まれていることは、そのプルトニウムが核兵器工場や廃棄核兵器由来のものであることを示している。プルトニウムの同位体組成を調べたり、試料と突き合わせたりすることによって、製造方法や生産炉の形式、照射履歴などを知ることができ、核物質の密輸を捜査する上で重要な証拠になる。

## 開発の推移
マンハッタン計画での研究で、プルトニウムの爆発効率に影響しない添加物の最大量はモル濃度にして5%であると計算された。最初にケイ素とアルミニウムが利用可能であると考えられたが、うまく合金にできたのはアルミニウムだけであった。そのアルミニウムでさえもプルトニウムの壊変で生じるアルファ粒子と反応して中性子を放出するため、モル濃度にして0.5%しか添加できなかった。続いてガリウムが試され、これがうまくいくことが分かったのである。

## 経年特性
プルトニウムとガリウムは金属間化合物 (PuGa、Pu3Ga、Pu6Ga)を生成する。
δ相のPu-Ga合金は経年によりガリウムが偏析してPu3Ga (ζ'相)の領域を生じる。このため、構造や密度に変化が生じて応力が蓄積していく。一方、プルトニウムが壊変によりアルファ粒子を放出してウラン235となるためζ'相は破壊されていく。結局、両者は動的平衡に達するので全体としてはζ'相はわずかな量に留まり、合金の劣化は非常にゆっくりと進む。ここで、アルファ粒子はヘリウム原子として結晶中に閉じ込められるので、金属中にヘリウムの気泡（直径 1 nm程度）が生じる。これは時間とともに増えていくため膨れを生じるものの、無視できるレベルに留まる。
スーパーコンピュータ ブルージーン を用いた劣化過程のシミュレーションにより、合金に半減期の短いプルトニウム238が7.5 重量% 含まれると劣化速度が16倍になることが明らかになっている。

## 製造
プルトニウム合金は溶融させたプルトニウムに成分元素を添加することで製造できる。しかし、この方法では強い放射能をもつ金属プルトニウムを直接取り扱うことになり、大きな危険を伴う。そこで還元剤として振る舞う金属元素にプルトニウムの酸化物またはフッ化物を添加していく方法が開発された。
現在では、プルトニウムガリウム合金は金属ガリウムと三フッ化プルトニウムから製造されている。

## 余剰プルトニウムの転用
余剰核兵器のピットをMOX燃料に転用する際にはガリウムを除去する必要がある。これはガリウムは燃料被覆管に含まれるジルコニウムと反応したり核分裂生成物のマイグレーションを促進したりするためである。ARIES法ではプルトニウムを水素化プルトニウムに変換して抽出し、窒化物または酸化物として回収している。この混合酸化物をアルゴン94%・水素6%の雰囲気中で1,100 ℃に加熱することでガリウムを除去することができる。これによってガリウム濃度は0.02%まで下がり、MOX燃料の製造工程において無視できるレベルの量になる。他の手法としては液相でのイオン交換や電気精錬などが利用できる。

## 訳注
1. ↑  嵩高い形状にして見かけ上の密度を下げることで臨界が起きないようにする工夫である。
2. ↑  純プルトニウムではε→δ→γ→β→αと相転移を繰り返し、それぞれ結晶構造がまったく異なるため鋳造不良を起こしやすい。
3. ↑  体積が縮むということはPu原子同士の距離が狭まることを意味し、核分裂反応で発生した中性子が他のPu原子に当たりやすくなるからである。